# Jodokus Hodfilter

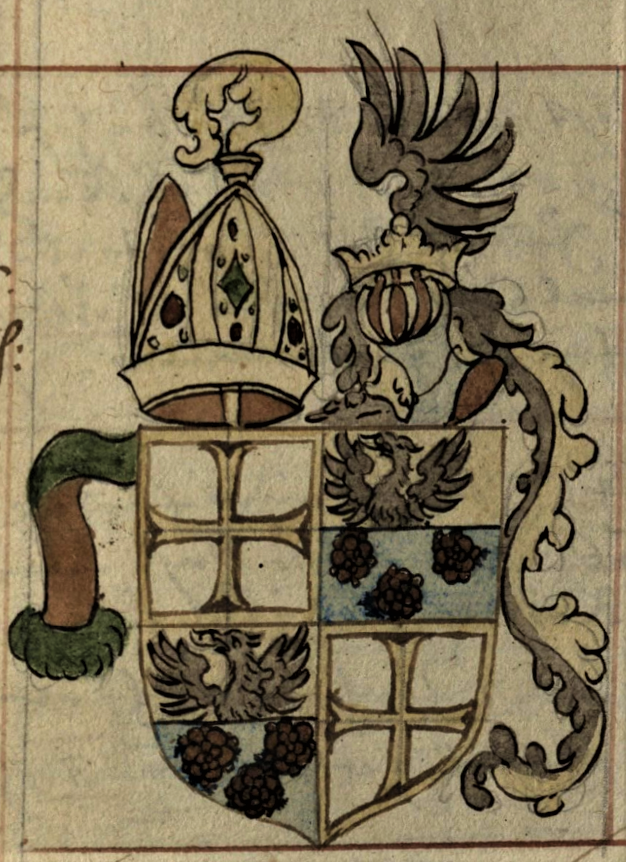
Bischofswappen von Jodokus Hodfilter

Jodokus Hodfilter (auch Hodefilter; * 14. Januar 1500 in Osnabrück; † 28. April 1551 in Rom) war Bischof von Lübeck.

## Leben

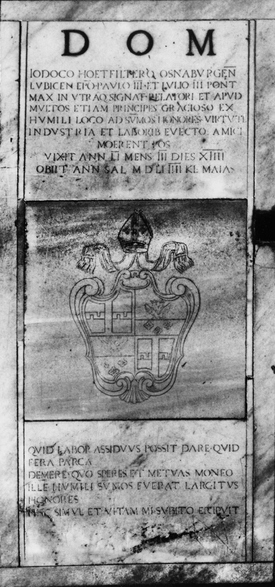
Grabplatte Hodfilters in Rom

Der Sohn eines Hutmachers lebte in seiner Jugend als Franziskaner in Münster und Deventer. Durch Fleiß konnte er an der Universität Köln ein Studium absolvieren, das er mit der Erlangung des akademischen Grades eines Magisters der Philosophie abschloss. Danach war er Sekretär und Dolmetscher des päpstlichen Legaten und Kardinals Laurentius Campegi († 19. Juli 1536 in Rom) auf dessen Reise durch Deutschland. Dadurch öffneten sich ihm Möglichkeiten, einige Kanonikate und einträgliche Pfründen in deutschen Stiften zu erlangen. So wurde er unter anderem Dompropst des Lübecker Hochstifts. Hodfilter schrieb sich 1531 als Doktor des Kirchenrechts an der Universität Bologna ein und war später Auditor der Römischen Rota.
Hinzu kam auch, dass er die Gunst des Kardinals Alexander Farnese genoss, dem er in Rom als päpstlicher Sekretär diente, genauso wie dessen Nachfolger Julius III. In Abwesenheit wählte man ihn 1547 zum Bischof von Lübeck, in der Hoffnung, dass er das Bistum von der neuen evangelischen Lehre befreie. Jedoch blieb Hodfilter zunächst in Rom am päpstlichen Hof. Scheinbar hatte er sich 1551 entschlossen, sein Bistum anzutreten. Er bat den Papst, seine bisherigen Einkünfte behalten zu dürfen, da die Einkünfte des Bistums durch die Glaubenserneuerer so geschmälert wären, dass er als Bischof nicht mehr hätte standesgemäß leben können. Der Papst jedoch verwehrte ihm den Wunsch und legte es ihm als Unverschämtheit aus. Hodfilter verstarb kurz vor seiner Abreise in Rom, so dass er niemals sein Bistum in Besitz nahm. Er wurde in Santa Maria dell’Anima in Rom begraben, wo seine Grabplatte erhalten ist.